# 不规则橄榄虫
不规则橄榄虫（学名：Druppatractus irregularia）为核虫科橄榄虫属的动物。在中国，分布于东海等海域。